# Echinocereus knippelianus
Echinocereus knippelianus är en kaktusväxtart som beskrevs av Frederik Michael Liebmann. Echinocereus knippelianus ingår i släktet Echinocereus och familjen kaktusväxter. Inga underarter finns listade i Catalogue of Life.

## Bildgalleri

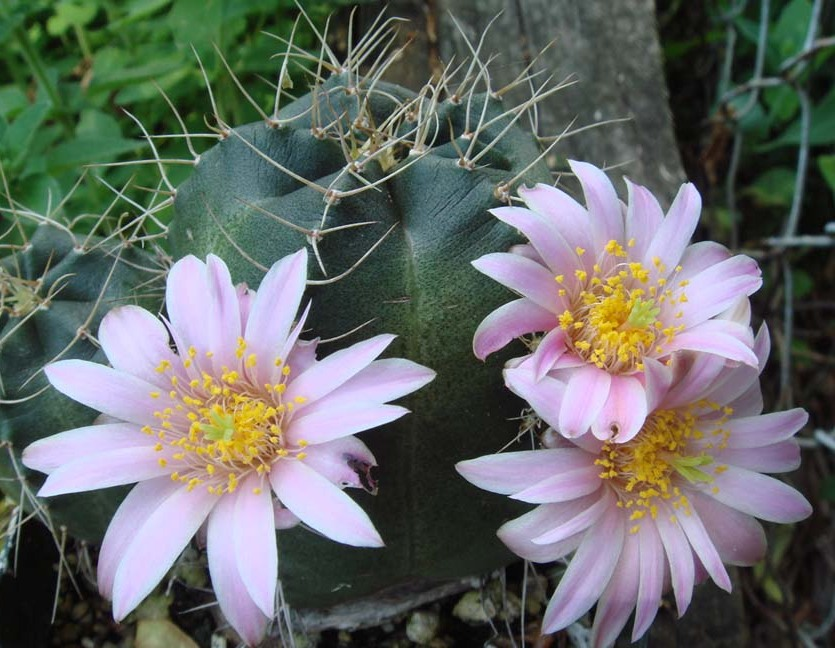
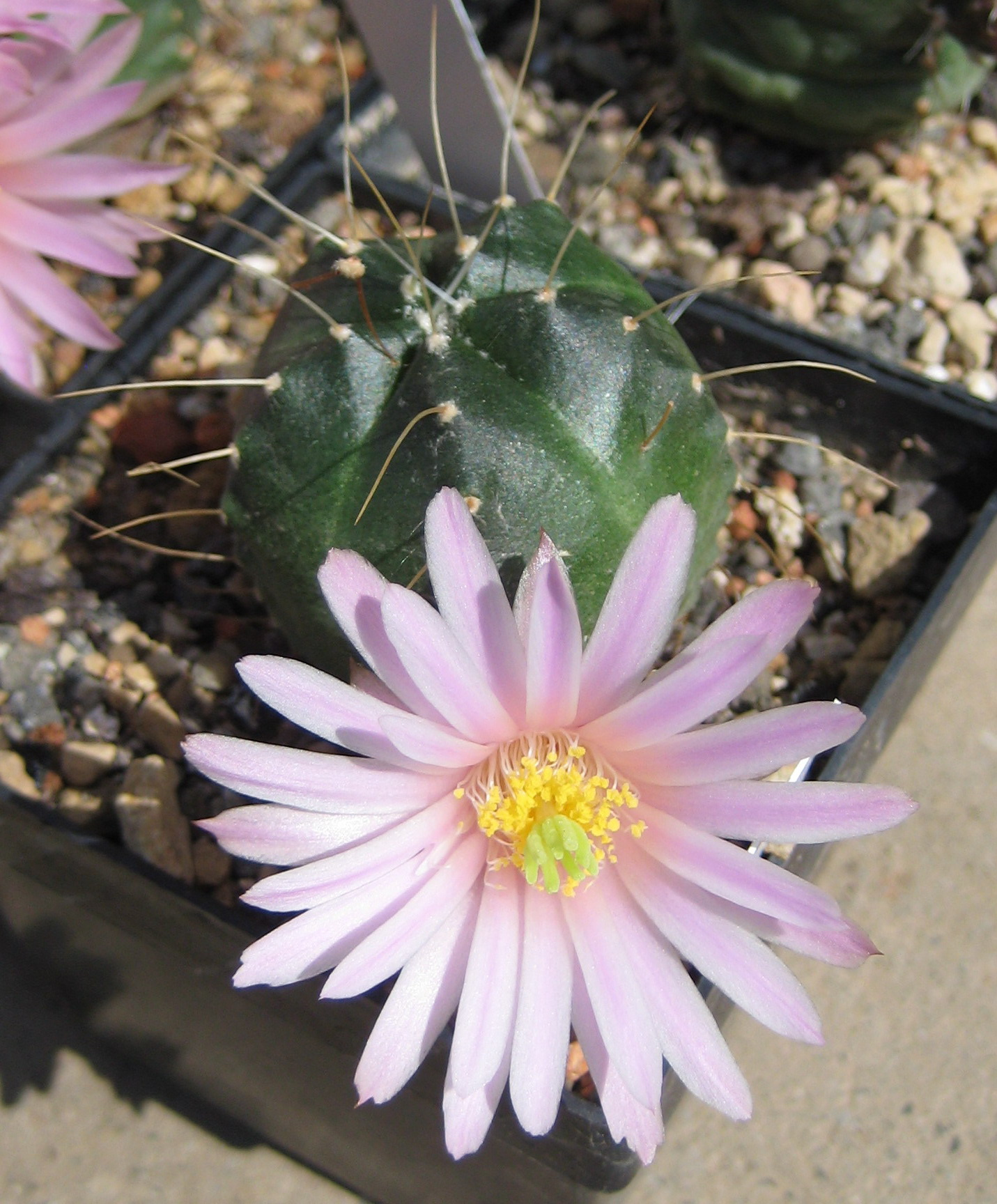
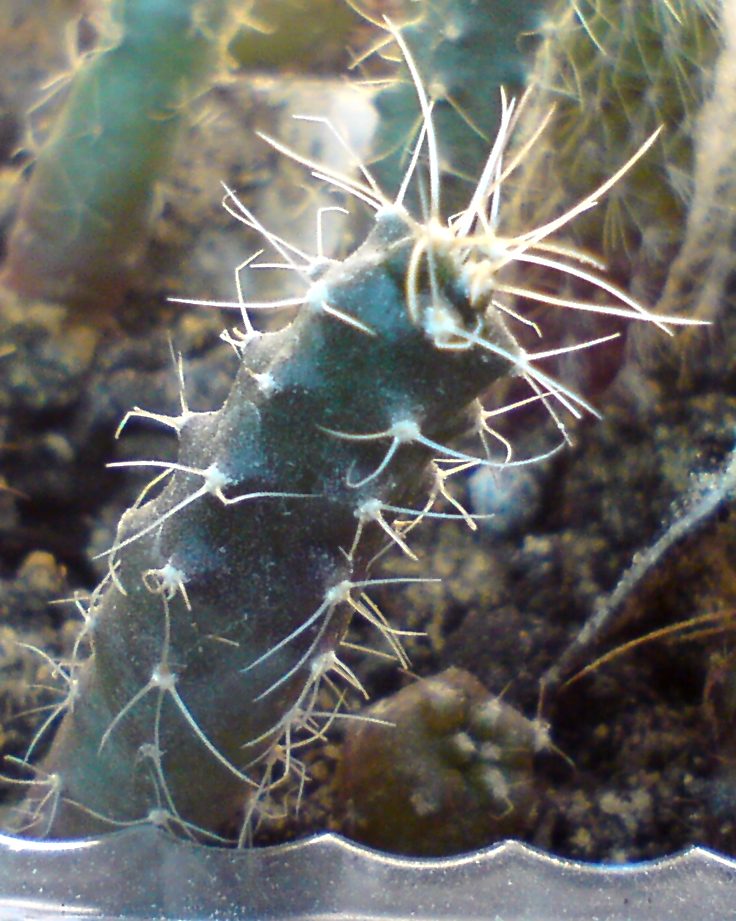
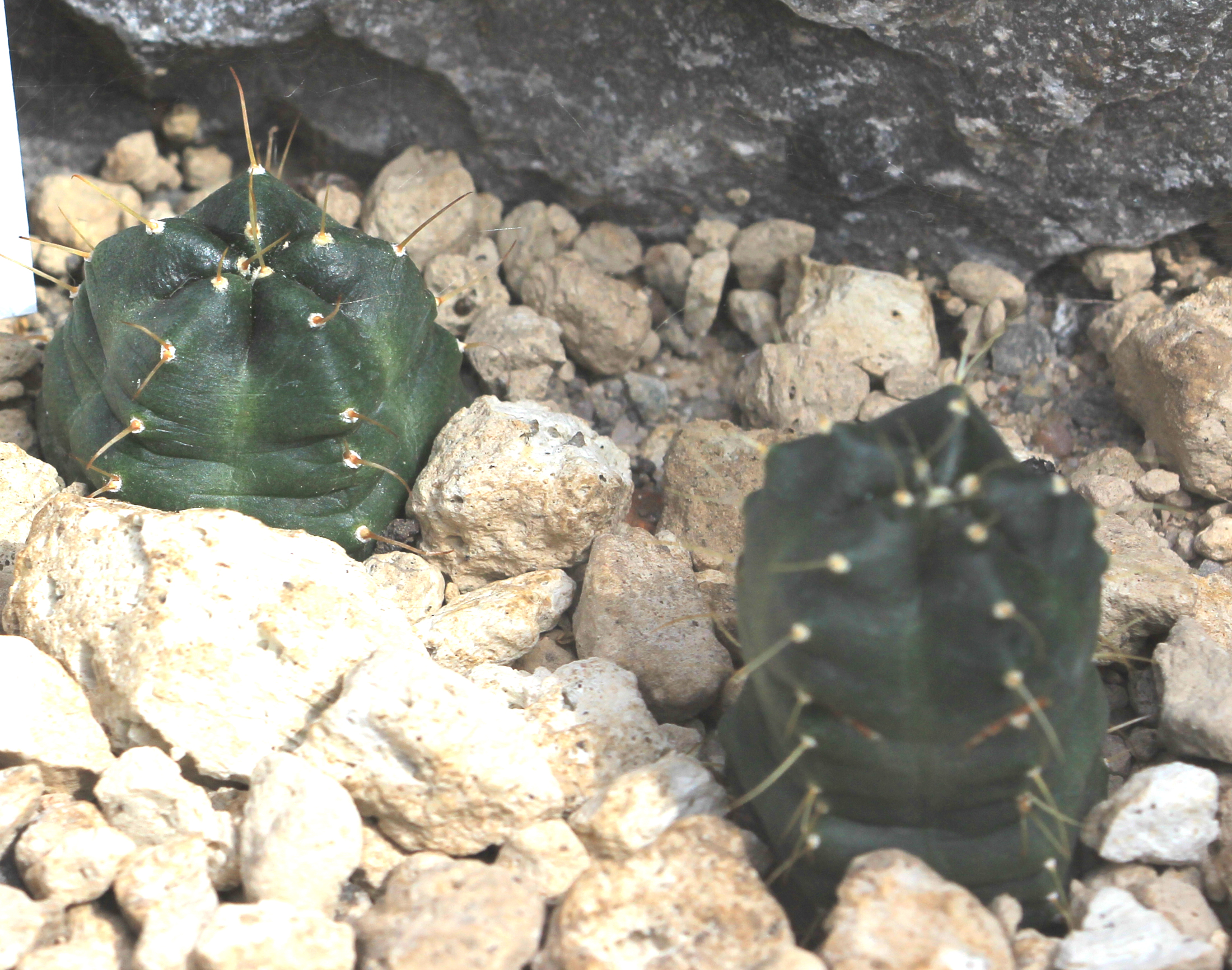
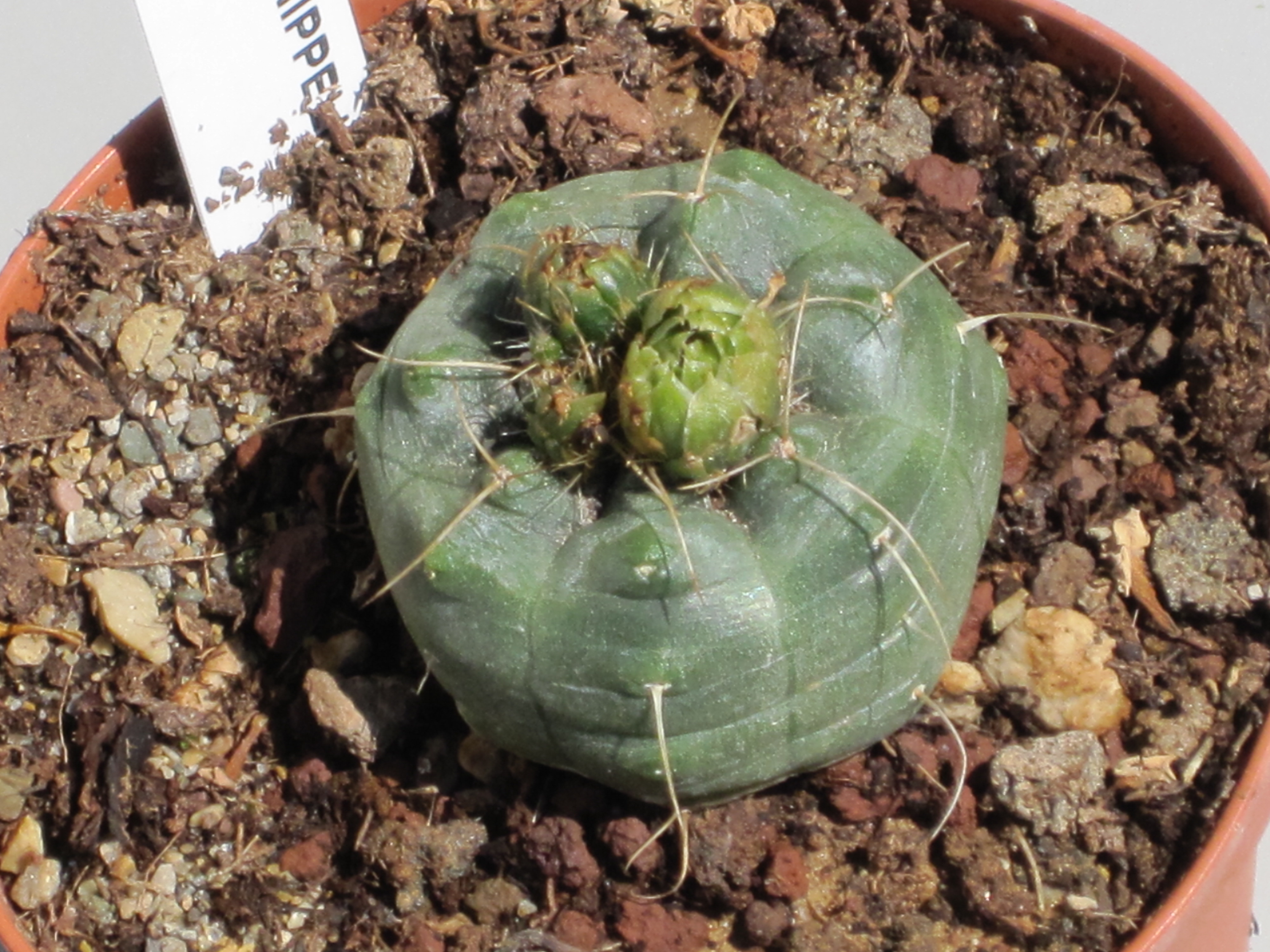
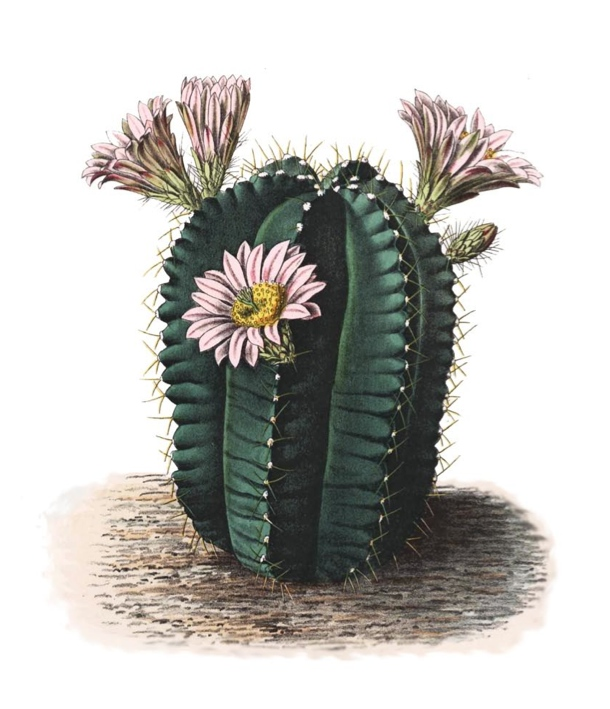